# Licodia pallipes
Licodia pallipes är en insektsart som beskrevs av Walker, F. 1869. Licodia pallipes ingår i släktet Licodia och familjen Anostostomatidae. Inga underarter finns listade i Catalogue of Life.